# Sân bay Kitgum
Sân bay Kitgum (ICAO: HUKT) là một sân bay ở Kitgum, Uganda.